# Borovany (České Budějovice-i járás)
Borovany település Csehországban, a České Budějovice-i járásban. Borovany Petříkov, Jílovice, Olešnice, Strážkovice, Trhové Sviny, Mladošovice, Ostrolovský Újezd és Ledenice településekkel határos. Lakosainak száma 4178 fő (2024. január 1.).

## Népesség
A település lakosságának változását az alábbi diagram mutatja:
| Lakosok száma | 2378 | 2536 | 2924 | 2529 | 3045 | 3584 | 4133 | 4173 | 4137 | 4178 |
|               | 1869 | 1890 | 1921 | 1950 | 1980 | 2001 | 2017 | 2019 | 2022 | 2024 |